# Breakdance (filme)
Breakin' (br: Breakdance ou Breakin' / pt: Breakdance ou Breakdance, Ritmo da Rua) é um filme dos Estados Unidos do gênero musical, dirigido por Joel Silberg e lançado no ano de 1984.

## Sinopse
Uma dançarina de jazz se apaixona por um dançarino de break e se une a mais dois dançarinos de rua, para tentar emplacar em musical da Broadway.